# Rilmazolam
Il rilmazolam, o CCRIS-1930 è uno psicofarmaco appartenente alla categoria delle benzodiazepine che agisce come farmaco sedativo e ipnotico, e il metabolita attivo del farmaco Rilmazafone. Non è mai stato sviluppato per usi medici, tuttavia il suddetto profarmaco è approvato in Giappone.